# Giulio Giuseppe Mozzi
Giulio Giuseppe Mozzi del Garbo (23 de febrero de 1730 - 16 de abril de 1813) fue un matemático, político y poeta italiano.

## Semblanza
Nacido en una familia aristocrática, Mozzi recibió una educación humanística que lo encaminó hacia la poesía. En 1756 escribió de hecho dos breves composiciones: Himno al Sol y Oda al Aburrimiento. Dignitario en las cortes de Fernando III de Toscana, fue atraído como ya lo había sido Fermat por los estudios matemáticos: se unió así pues a Paolo Frisi en la Universidad de Pisa.
Después de un periodo de formación autodidacta, publicó en 1763 el Discurso matemático sobre la rotación instantánea de las masas, escrito mientras convalecía de una enfermedad para distraerse, y tras considerarlo de interés muy limitado como se evincia en la introducción; abandonó la disciplina y viajó por Europa para conocer los nuevos desarrollos científicos y políticos.
Su obra fue en cambio muy importante para la mecánica racional, especialmente por la novedad del teorema que hoy lleva su nombre, y del concepto de par de fuerzas y de algunas de sus propiedades que posteriormente serían precisadas porPoinsot, y en los que tiene su origen el tratamiento del concepto de fuerza impulsiva.
Tras su matrimonio con Maria Francesca Buonguglielmi, agregó a la familia el patrimonio de Francesco Venere, que comprendía la Compañía Venere & Minerbetti. En 1793, Nelli y Calendi le dedicaron la tercera parte de la Vida y comercio literario de Galileo Galilei.
Designado miembro del gobierno senatorial instaurado tras el derrumbe inicial de las Repúblicas hermanas italianas en 1799, resultó nombrado primer ministro del nuevo rey de Etruria Luis I en 1801, tras la regente María Luisa de Austria, aunque como político no estuvo siempre a la altura de los graves acontecimientos en los cuales se encontraba. Caído el reino en 1808, fue nombrado finalmente presidente general de la Academia fiorentina.